# LGV Ankara-Istanbul

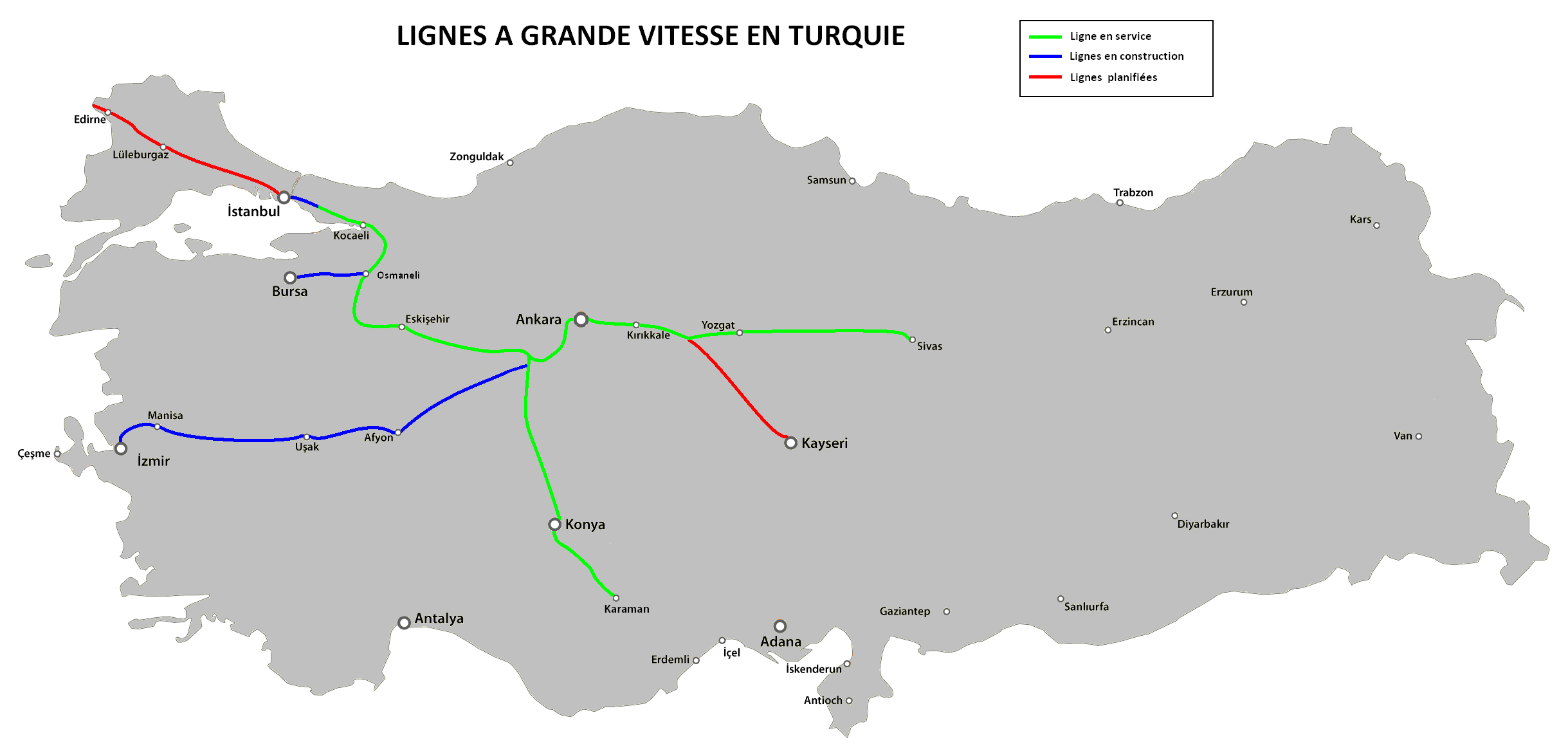
Cartes des lignes à grande vitesse en Turquie

- Vitesse opérationnelle max 310-320 km/h
- Vitesse opérationnelle max 270-300 km/h
- Vitesse opérationnelle max 240-260 km/h
- Vitesse opérationnelle max 200-230 km/h
- En construction avec vitesse opérationnelle max ≥ 200 km/h
- Vitesse opérationnelle max < 200 km/h

La LGV Ankara-Istanbul est une ligne à grande vitesse qui relie les deux principales villes de Turquie : Ankara, capitale politique, et Istanbul, capitale économique. La longueur de la ligne est d'environ 533 km. Elle a vocation à s'inscrire dans un réseau plus large au niveau eurasiatique.
Les trains YHT (Yüksek Hızlı Tren) circulent sur la ligne à la vitesse maximum de 250 km/h.

## Historique
La première section de cette ligne, longue de 206 km et reliant Esenkent et Eskişehir, est en service depuis le 14 mars 2009. C'est la première ligne à grande vitesse à voir le jour en Turquie. Le temps de trajet entre Ankara et Eskişehir passe de 180 minutes à 90 à l'ouverture de la ligne,. Le premier ministre turc, Recep Tayyip Erdoğan, fut officiellement le premier voyageur à parcourir le tronçon Ankara-Eskişehir à bord du YHT.
Avant la mise en service de la ligne, des tests à grande vitesse ont été effectués par deux rames de test de Trenitalia dérivées de l'ETR 500. Ils ont alors atteint 303 km/h.
La section Eskişehir-Pendik (district de la rive asiatique d'Istanbul) a été inaugurée le 25 juillet 2014. Il reste à relier la gare de Pendik à la gare de Haydarpaşa, ce qui ne sera possible qu'après l'achèvement de la deuxième phase du projet Marmaray (rénovation des lignes en surface).
Il est également envisagé de prolonger la ligne à l'ouest jusqu'à la gare de Halkalı (situé sur la rive européenne) via le tunnel du Marmaray qui traverse le Bosphore depuis 2013. Mais il n'est pas sûr que cette option l'emporte sur la deuxième (construction d'une nouvelle LGV de Köseköy à Halkalı en passant au Nord d'Istanbul et par le troisième pont sur le Bosphore, ce qui permettrait également d'augmenter la vitesse dans le secteur urbain d'Istanbul).
Le 12 mars 2019, le projet Marmaray a été mis en service. Le dernier arrêt du train au départ d'Ankara était Halkalı, Istanbul. Avec l'activation de cette partie de la ligne, le trajet entre Gebze et Halkalı est passé de 185 minutes à 115 minutes.

## Horaires des trains
Le train à grande vitesse circule 9 fois par jour entre Ankara - Istanbul - Ankara. L'un des 9 voyages est un voyage express. Le train au départ de Söğütlüçeşme ne s'arrête qu'à Pendik et Eskişehir. Le train express au départ d'Ankara atteint Istanbul en 4 heures et 25 minutes. L'un des 9 trains va à l'arrêt Halkali. Ce train effectue son trajet en 5 heures et 24 minutes. Les trains restants effectuent leur voyage en 4 heures et demie en moyenne.

## Arrêts de train
Le train au départ d'Ankara passe respectivement par Eryaman, Polatlı, ESKİŞEHİR, Bozüyük, BİLECİK, Arifiye, İZMİT, Gebze, Pendik, Bostancı, Söğütlüçeşme, Bakırköy, Halkalı.